# Snowboard alpinismo
Lo snowboard alpinismo è una disciplina sportiva degli sport invernali che unisce la risalita sui pendii montani con ciaspole, sci corti, splitboard alla discesa con lo snowboard.

## Caratteristiche
Lo snowboard alpinismo deriva dallo snowboard da discesa, e ne è legato così come lo sci alpinismo è legato allo sci alpino. In estrema sintesi, l'attività consiste nel risalire le montagne utilizzando le ciaspole, scietti corti o splitboard (uno snowboard che si divide longitudinalmente e permette la risalita con le pelli come si fosse su sci) per poi ridiscendere utilizzando la tavola da neve.
L'attrezzatura da snowboard alpinismo comprende, oltre all'attrezzatura tipica da snowboard su pista (tavola, casco), anche i materiali per progressione (ciaspole, bastoncini da progressione) e l'attrezzatura di sicurezza (segnalatore ARVA, imbragatura, pala da neve, sonda da valanga, corda).
Anche il Club Alpino Italiano organizza da alcuni anni corsi di preparazione allo snowboard alpinismo.

## Attività agonistica
Da diversi anni si svolgono vere e proprie gare a livello agonistico di snowboard alpinismo, particolarmente in Italia, Francia e Svizzera. Le gare consistono in un percorso che comprende sia la salita che la discesa; la valutazione viene effettuata sul tempo completo. L'attuale campione italiano di specialità è Cesare Pisoni.
Tra le gare più di tradizione ricordiamo:
- la Black Race in Svizzera al Col des Mosses giunta alla decima edizione
- il Rallyboard di Madonna di Campiglio giunto alla tredicesima edizione.

Da alcuni anni è attiva la Coppa Italia Snowboard-Alpinismo, organizzata dalla Federazione Snowboard Italia (FSI). L'edizione 2009 si articola su 5 gare.